# Death Magnetic
Death Magnetic là album phòng thu thứ 9 của ban nhạc heavy metal đến từ Mỹ Metallica, phát hành ngày 12 tháng 9 năm 2008 bởi Warner Bros. Records. Đây là album đầu tiên của nhóm có sự góp mặt của tay Bass Robert Trujillo, và nhà sản xuất Rick Rubin. Đây cũng là album phòng thu đầu tiên của Metallica hợp tác với Warner Bros. Records.
Album này sau khi phát hành đã leo lên vị trí số 1 tại bảng xếp hạng Billboard 200 của Mỹ với 490.000 bản được tiêu thụ ngay tuần đầu tiên. Với thành tích này Metallica là ban nhạc đầu tiên có tới 5 album liên tiếp đều đứng đầu bảng bảng xếp hạng danh tiếng này.

## Danh sách bài hát
| STT | Nhan đề                    | Thời lượng |
| --- | -------------------------- | ---------- |
| 1.  | "That Was Just Your Life"  |            |
| 2.  | "The End of the Line"      |            |
| 3.  | "Broken, Beat & Scarred"   |            |
| 4.  | "The Day That Never Comes" |            |
| 5.  | "All Nightmare Long"       |            |
| 6.  | "Cyanide"                  |            |
| 7.  | "The Unforgiven III"       |            |
| 8.  | "The Judas Kiss"           |            |
| 9.  | "Suicide & Redemption"     |            |
| 10. | "My Apocalypse"            |            |

## Giải thưởng

### Đề cử Grammy
Death Magnetic đã được đề cử cho bốn giải Grammy năm 2009 bao gồm:
- Album nhạc rock xuất sắc nhất
- Trình diễn metal xuất sắc nhất ("My Apocalypse")
- Trình diễn nhạc đệm rock xuất sắc nhất ("Suicide & Redemption")
- Trình bày đĩa hát đẹp nhất

Và đã chiến thấng tại 2 hạng mục là Trình diễn metal xuất sắc nhất và Trình bày đĩa hát đẹp nhất.

## Xếp hạng

### Album
| Nước                                              | Nhà cung cấp         | Vị trí cao nhất | Chứng nhận  | Doanh số  |
| ------------------------------------------------- | -------------------- | --------------- | ----------- | --------- |
| Argentina                                         | CAPIF                | 1               | Bạch kim    | 40.000+   |
| Australia                                         | ARIA                 | 1               | 2x Bạch kim | 140.000+  |
| Áo                                                | Music Control Europe | 1               |             |           |
| Bỉ (Flanders)                                     | Ultratop             | 1               | Bạch kim    | 30.000    |
| Bỉ (Wallonia)                                     | Ultratop             | 2               | Bạch kim    | 30.000    |
| Canada                                            | Nielsen SoundScan    | 1               | 3x Bạch kim | 240.000+  |
| Croatia                                           | HDU                  | 1               |             |           |
| Séc                                               | All Records/IFPI     | 1               |             |           |
| Đan Mạch                                          | IFPI Danmark         | 1               | Bạch kim    | 30.000    |
| châu Âu                                           | IFPI                 | 1               | Bạch kim    | 1.000.000 |
| Phần Lan                                          | GLF                  | 1               | 2x Bạch kim | 60.000    |
| Pháp                                              | SNEP/IFOP            | 1               | Vàng        | 75.000    |
| Đức                                               | IFPI                 | 1               | 2x Bạch kim | 400.000   |
| Hy Lạp                                            | IFPI                 | 1               | Bạch kim    | 15.000+   |
| Hungary                                           | Mahasz               | 2               | Bạch kim    | 6.000+    |
| Ireland                                           | IRMA                 | 1               |             |           |
| Ý                                                 | FIMI                 | 1               | Bạch kim    | 118.000+  |
| Nhật                                              | Oricon               | 3               | Vàng        | 83.000    |
| México                                            | AMPROFON             | 1               | Vàng        | 50.000    |
| Hà Lan                                            | GFK/Dutch Charts     | 1               | Vàng        | 40.000    |
| New Zealand                                       | RIANZ                | 1               | Bạch kim    | 60.000    |
| Na Uy                                             | VG Nett              | 1               | 2x Bạch kim | 64.000    |
| Ba Lan                                            | ZPAV                 | 1               | 2x Bạch kim | 40.000    |
| Bồ Đào Nha                                        | AFP                  | 1               | Bạch kim    | 20.000    |
| Tây Ban Nha                                       | PROMUSICAE           | 2               | Vàng        | 40.000+   |
| Thụy Điển                                         | Sverigetopplistan    | 1               | 2x Bạch kim | 80.000+   |
| Thụy Sĩ                                           | Media Control Europe | 1               | Bạch kim    | 30.000    |
| Liên hiệp Anh                                     | OCC                  | 1               | Vàng        | 175.000+  |
| U.S. Billboard 200                                | Billboard            | 1               | Bạch kim    | 1.570.000 |
| U.S. Billboard Top Rock Albums                    | Billboard            | 1               | Bạch kim    | 1.570.000 |
| U.S. Billboard Top Hard Rock Albums               | Billboard            | 1               | Bạch kim    | 1.570.000 |
| U.S. Billboard Top Modern Rock/Alternative Albums | Billboard            | 1               | Bạch kim    | 1.570.000 |

### Đĩa đơn
| Đĩa đơn                    | Bảng xếp hạng                             | Vị trí cao nhất |
| -------------------------- | ----------------------------------------- | --------------- |
| "The Day That Never Comes" | U.S. Billboard Hot Mainstream Rock Tracks | 1               |
| "The Day That Never Comes" | U.S. Billboard Hot Modern Rock Tracks     | 5               |
| "The Day That Never Comes" | U.S. Billboard Hot 100                    | 31              |
| "The Day That Never Comes" | U.S. Billboard Hot Digital Songs          | 18              |
| "The Day That Never Comes" | UK Singles Chart                          | 19              |
| "The Day That Never Comes" | Australian ARIA Top 50 Singles Chart      | 18              |
| "My Apocalypse"            | U.S. Billboard Hot 100                    | 67              |
| "My Apocalypse"            | U.S. Billboard Hot Mainstream Rock Tracks | 38              |
| "My Apocalypse"            | U.S. Billboard Hot Digital Songs          | 30              |
| "My Apocalypse"            | Australian ARIA Top 50 Singles Chart      | 38              |
| "My Apocalypse"            | UK Singles Chart                          | 51              |
| "Cyanide"                  | U.S. Billboard Hot 100                    | 50              |
| "Cyanide"                  | U.S. Billboard Hot Mainstream Rock Tracks | 7               |
| "Cyanide"                  | U.S. Billboard Hot Modern Rock Tracks     | 25              |
| "Cyanide"                  | U.S. Billboard Hot Digital Songs          | 22              |
| "Cyanide"                  | UK Singles Chart                          | 48              |
| "The Judas Kiss"           | UK Singles Chart                          | 79              |

### Không phải đĩa đơn
| Ca khúc              | Bảng xếp hạng                                 | Vị trí cao nhất |
| -------------------- | --------------------------------------------- | --------------- |
| "The Unforgiven III" | Australian ARIA Top 50 Singles Chart          | 41              |
| "The Unforgiven III" | Canadian Hot 100                              | 89              |
| "The Unforgiven III" | U.S. Billboard Bubbling Under Hot 100 Singles | 14              |
| "The Unforgiven III" | Greek Singles Chart                           | 7               |
| "The Unforgiven III" | Norwegian Singles Chart                       | 9               |